# 로멀러 개리
로멀라 개리(영어: Romola Garai, 1982년 8월 6일 ~ )는 잉글랜드의 배우이다.

## 출연 작품

### 영화
- 니콜라스 니클비 (2002)
- 베니티 페어 (2004)
- 인사이드 아임 댄싱 (2004)
- 더티 댄싱: 하바나 나이트 (2004)
- 어메이징 그레이스 (2006)
- 어톤먼트 (2007)
- 글로리어스 39 (2009)
- 원 데이 (2011)
- 플래닛 바이러스 (2013)
- 서프레제트 (영화) (2015)

### 텔레비전
- 디 아워 (2011)